# St. Sigismund (Hepbach)

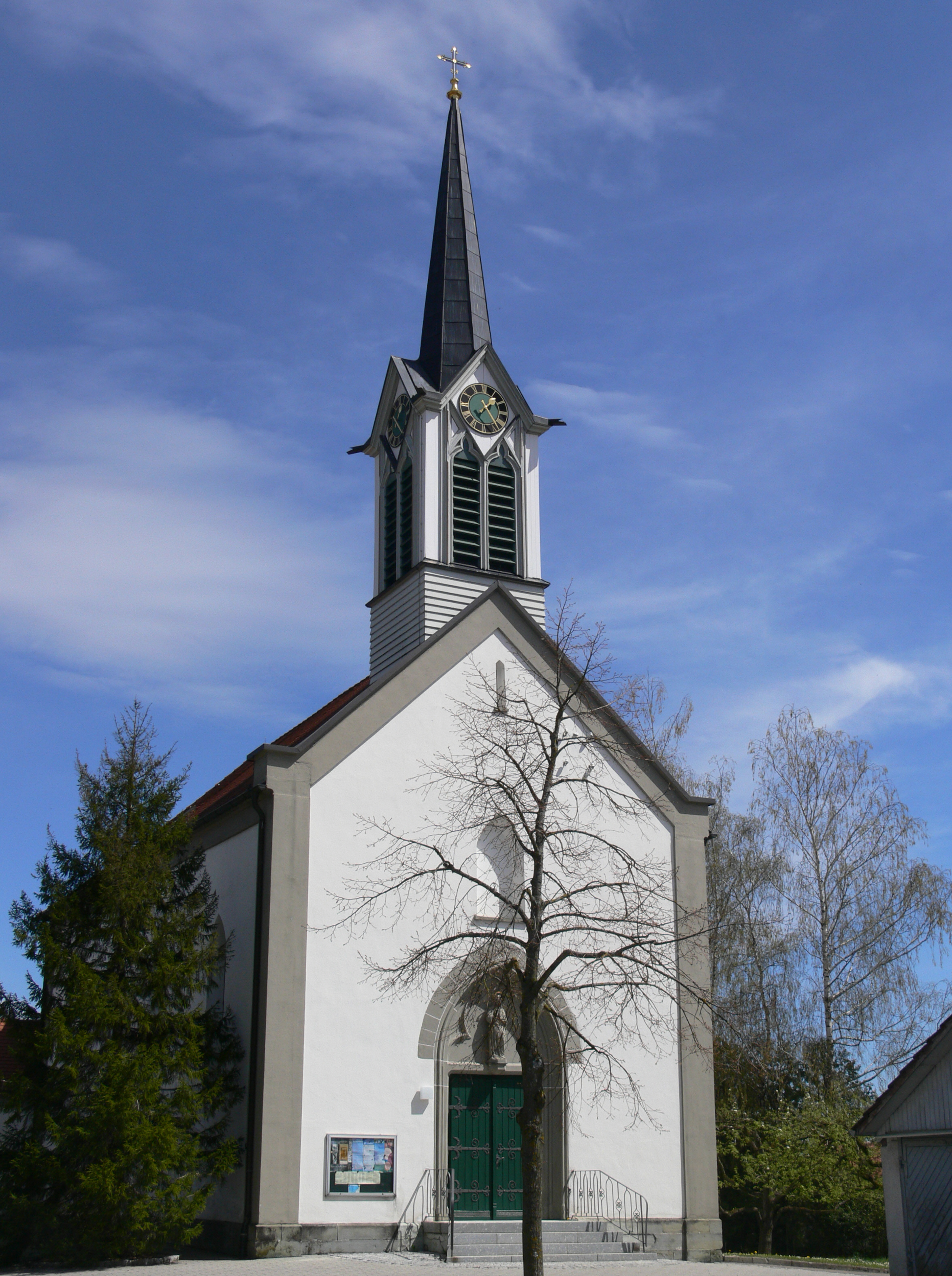
St. Sigismund in Hepbach

Die römisch-katholische Pfarrkirche St. Sigismund steht in Hepbach, einem Gemeindeteil der Stadt Markdorf im Bodenseekreis in Baden-Württemberg. Die Kirchengemeinde gehört zum Erzbistum Freiburg. Das Bauwerk ist beim Landesamt für Denkmalpflege Baden-Württemberg als Baudenkmal eingetragen.

## Beschreibung
Die neugotische Saalkirche wurde 1851 erbaut. Sie besteht aus einem Langhaus und einem eingezogenen, dreiseitig geschlossenen Chor im Osten, der von Querarmen flankiert wird. Aus dem Satteldach des Langhauses erhebt sich im Westen ein quadratischer, mit einem spitzen Helm bedeckter Dachreiter, der die Turmuhr und hinter den als Biforien gestalteten Klangarkaden den Glockenstuhl beherbergt, in dem vier Kirchenglocken hängen. 
Zwei große Reliefs, die Hans Morinck ursprünglich für das Kloster Petershausen 1596/97  geschaffen hat, befinden sich in der Kirche. Die Orgel wurde 1913 von der Mönch Orgelbau errichtet.